# Emanuelle e gli ultimi cannibali
Emanuelle e gli ultimi cannibali (em português: Emanuelle e os Últimos Canibais; em inglês: Emanuelle and the Last Cannibals) é um filme sexploitation italiano de 1977 dirigido por Joe D'Amato
O filme é notável por suas cenas de sangue, que incluem estupro, castração, canibalismo e estripação, e por ser uma mistura de erótico e horror, algo sobre o qual D'Amato viria a focar com seus filmes Porno Holocausto e Le notti erotiche dei morti viventi.

## Elenco
Estrelado por Laura Gemser, Gabriele Tinti, Donald O'Brien e Susan Scott.

## Enredo
Quando uma enfermeira é brutalmente mordida por uma paciente em um hospital psiquiátrico, Emanuelle, ainda trabalhando como jornalista disfarçada, viaja para a selva amazônica para investigar as alegações da menina de que ela foi criada por uma tribo perdida de canibais.